# Gerson Camarotti
Gerson Camarotti Gomes (Recife, 30 de dezembro de 1973) é um jornalista e escritor brasileiro.

## Biografia
Gerson Camarotti é comentarista político da GloboNews e do telejornal Bom dia Brasil. Desde 2012 possui coluna no G1, portal de notícias da Rede Globo.
Graduou-se em jornalismo pela Universidade Católica de Pernambuco e concluiu pós-graduação em ciência política pela Universidade de Brasília (UnB). Na capital federal, passou pelas sucursais das revistas Veja e Época, e pelos jornais O Globo, O Estado de S.Paulo e Correio Braziliense. Em 2013, foi enviado a Roma pela GloboNews para cobrir o conclave, quando fez a primeira entrevista exclusiva do Papa Francisco. É coautor do livro Memorial do Escândalo (2005) e autor de Segredos do Conclave (2013).
Camarotti dirigiu dois documentários jornalísticos: Morte e Vida Severina — 40 anos depois, uma visão jornalística, em 1995, onde entrevistou o poeta João Cabral de Melo Neto; e Morte e Vida Severina — 60 anos depois, quando, com equipe da GloboNews, percorreu mais de 1,4 mil km em Pernambuco refazendo o caminho do Severino, o personagem épico e trágico do poema Morte e Vida Severina.
Ganhou grande notoriedade ao conseguir uma entrevista com exclusividade mundial com o Papa Francisco, a primeira do pontífice após sua eleição no Vaticano, exibida pela Rede Globo de Televisão./
/

## Documentários jornalísticos
| Ano  | Título                                                         | Papel   | Notas |
| ---- | -------------------------------------------------------------- | ------- | ----- |
| 2015 | Morte e Vida Severina — 60 anos depois                         | Direção |       |
| 1995 | Morte e Vida Severina — 40 anos depois, uma visão jornalística | Direção |       |

## Obras literárias
- 2005 - Memorial do Escândalo, Geração Editoral.[3]
- 2013 - Segredos do Conclave, Geração Editoral.[9]